# Tomáš Linka
Tomáš Linka (* 6. února 1946 Praha) je český zpěvák a hráč na foukací harmoniku stylu country.
Začínal ve skupině White Stars s Mirkem Hoffmannem a Marko Čermákem. V roce 1970 se skupina rozpadla odchodem Tomáše Linky a Mirka Hoffmanna do skupiny Greenhorns. V Greenhorns byl Tomáš Linka do roku 1974, kdy odešel s Michalem Tučným a Petrem Novotným do skupiny Fešáci. U Fešáků vydržel do roku 1984, kdy založil s Helenou Maršálkovou skupinu Kanafas. Po nezdaru Kanafasu se vrátil v roce 1987 do skupiny Greenhorns. Od roku 1994 znovu spolupracoval se skupinou Fešáci a z Greenhorns odešel v roce 1995.
V současnosti hraje ve skupině Fešáci a se svou doprovodnou skupinou Přímá Linka. Od roku 2012 hostuje pravidelně ve skupině Starý fóry, se kterou připravil LP a CD Jdu do toho s vámi.
Od mládí trpí vážnou poruchou sluchu, na jedno ucho téměř neslyší. Navzdory tomuto je však prakticky celý život jedním z nejaktivnějších hudebníků a zpěváků české country a bluegrassové scény.

## Nejznámější písně

### s White Stars
- Jesse James

### s Fešáky
- Paní má se má
- Lojza a Líza (+ Michal Tučný)
- Čím jezdí láska
- Vánoční čas
- Byl to pád

### s Greenhorns
- El Paso (+ Michal Tučný)
- Jarní zpráva
- Hromskej den (+ Michal Tučný)
- Divnej smích (+ Mirek Hoffmann)
- Tak já jdu dál…
- Ja v poslední době
- Hardy
- Kamarád

## Diskografie

### s White Stars
- Písně amerického Západu 2 2007 Popron
- Písně amerického Západu 1970 Panton

### s Greenhorns
- Zlatá éra 1975–1991 (3 CD) 2010 Supraphon
- Zlatá éra 1967–1974 (3 CD) 2007 Supraphon
- Rovnou, tady rovnou 2004 Universal Music
- Honza Vyčítal & Greenhorns (60 hitů Honzy Vyčítala) 2002 Universal Music (Venkow)
- Marko Čermák & Greenhorns – Banjo z Mlžných lesů 1998 Sony BMG Music
- Greenhorns – master serie 1998 Venkow
- 50×30 Let Greenhorns (1965–1995) 1995 Panton
- Potkal klokan klokana 1994 Venkow
- Country saloon 1992 Venkow
- Greenhorns '93 1992 Venkow
- Zlatá éra 1991 Panton
- Čtvrtstoletí se Zelenáči 1991 Supraphon
- To tenkrát v čtyřicátom pátom 1991 Supraphon
- Zálesácká bowle 1988 Supraphon
- Mistr Čas 1986 Supraphon
- Galaportrét 1985 Panton
- Písně větru z hor 1974 Panton
- Hromskej den Zelenáčů (2 LP) 1973 Panton
- Zelenáči – Greenhorns '72 1972 Panton
- Greenhorns '71 1971 Panton
- LP special Na sluneční straně C&W Music 1970 Panton
- Písně amerického Západu 1970 Panton

### s Fešáky
- 50 let (3 CD) 2017 Supraphon
- 45 let (2 CD) 2012 Supraphon
- Vánoce s Fešáky 2010 Zoretti Records
- Fešáci: Je nám 40 2007 Vaško Music
- Fešáci v Lucerně (DVD) 2004 Supraphon
- Fešáci / Bluegrass Hoppers 2004 Supraphon
- Fešáci: 35 let 2002 Venkow/Universal Music
- Fešáci v Kristových letech 2000 Monitor EMI
- Fešáci u klokanů 1998 AB Studio
- Fešáci – Gold 1997 Popron
- Fešáci: 30 let 1997 Monitor
- Dokud můžem 1994 Firma 6P
- Pošta Fešáci 1 1983 Panton
- Fešáci 2000 1978 Panton
- Salon Fešáků 1977 Panton
- Ostrov Fešáků 1975 Panton

### s Přímou linkou
- Tomáš Linka & Přímá linka a hosté 2004 Ing. Lubomír Hykeš – Pupava vydavatelství
- Přímá linka do vzpomínek II. 2001 Areca Multimedia – B. Strakoš
- Přímá linka do vzpomínek 1997 AB studio

### s Pavel Brümerem
- Pavel Brümer a Tomáš Linka – Život je jízda 1997 AB studio
- Pavel Brümer a Tomáš Linka – Poslední soud 1995 Presston

### Sólové
- Tomáš Linka: to nejlepší: 40 odstínů country (2 CD) 2015 Supraphon
- Můj stín 2005 Areca Multimedia
- Paní má se má – 20. hitů 1993 Firma 6P

### s Michalem Tučným
- Vzpomínka na Hoštice (Michal Tučný a Tomáš Linka) 2002 Areca Multimedia

### se skupinou Starý fóry
- Krokodýlí boty, aneb, Jdu do toho s vámi (CD + DVD) 2015 Československá Muzika
- Jdu do toho s vámi (LP + CD) 2013